# Michael Broberg Palmgren
Michael Broberg Palmgren R. (født 17. juli 1957) er en dansk plantebiolog og professor på Det Natur- og Biovidenskabelige Fakultet på Københavns Universitet. Han har hovedsageligt forsket i de molekylære processer der styrer transporten af næringsstoffer fra jorden ind i planternes rødder og derfra videre rundt i planten, med særlig ekspertise indenfor studiet af ionpumper.

## Uddannelse og karriere
Palmgren blev uddannet som biolog med speciale i planters molekylærbiologi på Københavns Universitet i 1987, og læste herefter en ph.d. i planters biokemi på Lunds Universitet, som han færdiggjorde i 1990. Han blev dr.scient. i 2003 med en disputats om planters ionpumper.
Han var EMBO Long Term Fellow på European Molecular Biology Laboratory (Heidelberg) og Københavns Universitet i perioden 1991-1992. Han blev adjunkt på Institut for Plantebiologi, Den Kgl. Veterinær- og Landbohøjskole i 1993 og lektor på Molekylærbiologisk Institut på Københavns Universitet i 1995. I 1998 blev han udnævnt som professor i helplantefysiologi ved Den Kgl. Veterinær- og Landbohøjskole, der i dag er lagt ind under Københavns Universitet.
Fra 2020 er han leder af centeret ’NovoCrops: Accelerated domestication of resilient climate-change friendly plant species’.
Han har udgivet over 150 videnskabelige artikler og har et h-index på over 60.

## Hæder
Priser
- 2005: Lifelong right to inhabit the Knud Sand Honorary Residence, Videnskabernes Selskab
- 2012: Best Teacher of the Year, Faculty of Life Sciences 2012 (’Den gyldne Tyr’)
- 2016: Communicator of the Year 2015, University of Copenhagen-PLEN
- 2016: Ridder af Dannebrog
- 2017: Scandinavian Plant Physiology Society (SPPS) Award[5]

Videnskabsakademier
- Videnskabernes Selskab[6]
- Akademiet for de Tekniske Videnskaber